# 류위신 (배우)
류위신(중국어 간체자: 刘雨欣, 정체자: 劉雨欣, 병음: Liú Yǔxīn, 한자음: 유우흔, 1988년 3월 13일 ~ )은 중국의 배우이다. 후난성 헝양시에서 태어났으며 중앙희극학원을 졸업했다.

## 방송
- 인동염장미
- 멀리 떨어진 사랑
- 조주채홍적남인
- 딩거룽둥창
- 초한지

## 영화
- 인동염장미 (2016년)
- 채홍적남인 (2015년)
- 보패쾌포 (2013년)
- 초한지 (2012년) - 척부인 역
- 뮬란: 전사의 귀환 (2009년) - 유연족의 공주 역